# 1906 no desporto

## Eventos

### Automobilismo
- 26 de junho - É realizado em Le Mans o primeiro Grand Prix da história em circuito fechado, com 12 voltas a serem percorridas ao longo de dois dias, o precursor dos futuros grandes prêmios de Fórmula 1. Organizado pelo Automóvel Clube da França, ele teve a participação de 32 pilotos. O húngaro Ferencz Szisz foi campeão, dirigindo um Renault. As inscrições limitaram-se aos fabricantes de automóveis, que enviaram seus melhores pilotos e veículos para a corrida.[1]
- 6 de outubro - O francês Louis Wagner venceu a Vanderbilt Cup e pela primeira vez a chegada da corrida foi marcada pelo uso de uma bandeira quadriculada.[2]

### Futebol
- 1 de julho: É fundado o Sporting Clube de Portugal.
- 2 de agosto: É refundado o Futebol Clube do Porto por José Monteiro da Costa, após um período de inatividade desde 1896.

### Natação
- 14 de outubro: é organizada a primeira competição de natação em Portugal.

## Nascimentos
| Data            | Nome            | Profissão                                | Nacionalidade                                  | Observações | Ref   |
| --------------- | --------------- | ---------------------------------------- | ---------------------------------------------- | ----------- | ----- |
| 16 de fevereiro | Vera Menchik    | enxadrista                               | Tchecoslováquia · Reino Unido · Rússia (nasc.) | m. 1944     | [ 3 ] |
| 5 de julho      | John Crammond   | piloto de skeleton                       | Reino Unido                                    | m. 1978     | [ 4 ] |
| 8 de setembro   | Emília Rotter   | patinadora artística                     | Hungria                                        | m. 2003     | [ 5 ] |
| 30 de outubro   | Giuseppe Farina | automobilista                            | Itália                                         | m. 1966     | [ 6 ] |
| 17 de novembro  | Soichiro Honda  | engenheiro, industrial e magnata japonês | Japão                                          | m. 1991     | [ 7 ] |

## Mortes
| Data | Nome | Profissão | Nacionalidade | Observações | Ref |
| ---- | ---- | --------- | ------------- | ----------- | --- |